# 동경이
동경이는 한국의 개 품종이다. 댕견, 댕멍이 혹은 동경개(東京犬)라고도 한다. 2012년 11월에 천연기념물 제540호로 지정됐다.
동경이는 《동경잡기(東京雜記)》, 《증보문헌비고(增補文獻備考)》 등 옛 문헌을 통해서 경주 지역에서 널리 사육되었던 개로 알려졌고 신라 고분에서 토우로 발굴되는 등 그 역사와 문화적 가치가 크다. 현재 경주에서 사육되고 있는 경주개 동경이는 단미(短尾, 꼬리가 짧음)·무미(無尾, 꼬리가 없음)를 특징으로 하여 문헌 기록과 일치하고 유전자 분석결과 한국 토종개에 속하는 것으로 밝혀졌다.
동경이는 흔히 신라에서만 기르는 개로 알려져 있지만 삼국사기(三國史記) 28권 백제본기에는 '꼬리짧은 개'에 대한 언급이 있고 전세계적으로 선천적으로 꼬리가 짧은 개는 동경이가 유일하기 때문에 백제에서도 신라 동경이와 동일하거나 유사한 품종을 기르고 있었다는 것을 알 수 있다.

## 외모

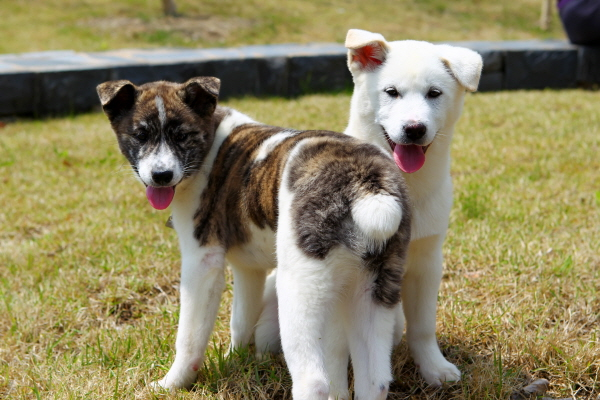
새끼 동경이.

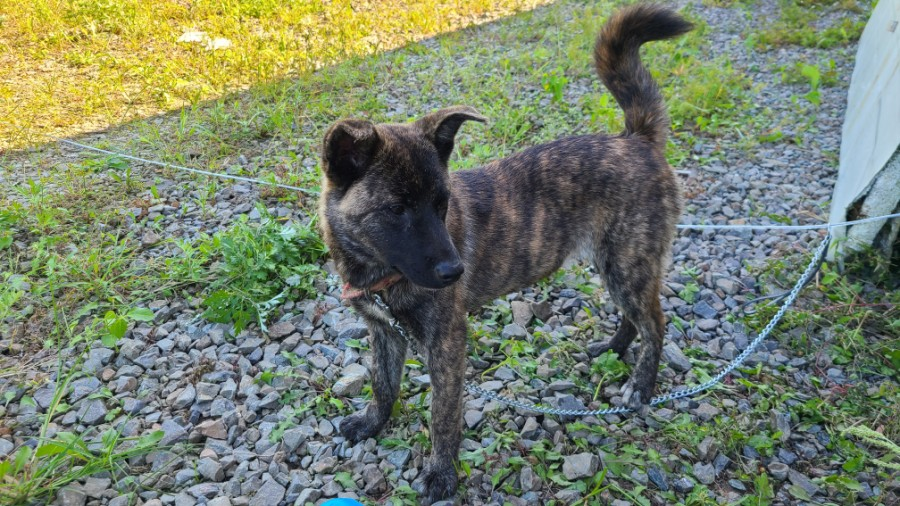
호랑이 무늬의 호구.

### 꼬리
동경이는 꼬리가 없거나 아주 짧은 것이 특징이다. 꼬리 유무는 유전자 차이로 밝혀졌다. 농촌진흥청과 서울대학교 김희발 교수 연구팀이 차세대염기서열 분석을 통해 꼬리 형성과 관련 있는 2개 변이와 꼬리 퇴화 현상과 관련된 2개 유전자를 찾았다.

## 관련 단체
- 사단법인 한국경주개동경이보존협회 보관됨 2014-05-17 - 웨이백 머신

## 같이 보기
- 올드 잉글리시 시프도그
- 진돗개
- 삽살개